# Resolución 1769 del Consejo de Seguridad de las Naciones Unidas
La resolución 1769 del Consejo de Seguridad de las Naciones Unidas es una resolución del que trata de resolver el conflicto de Darfur en Sudán aprobada unánimemente el 31 de julio de 2007.
La resolución establece la creación de un contingente de 26 000 soldados de las Naciones Unidas y la Unión Africana (UNAMID - Misión de Naciones Unidas y la Unión Africana en Darfur) que tratará de establecer la paz en Sudán y reemplazará a los 7000 miembros de la Misión de la Unión Africana en Sudán. Después de rechazar un primer borrador de resolución que incluía sanciones al gobierno sudanés, este aceptó el texto definitivo que no recoge sanción alguna.
La resolución insta a que en treinta días los distintos Estados tenga listas sus propuestas de tropas para fijar el contingente.
La propuesta fue en su origen iniciativa de un texto de Francia, Reino Unido y Eslovaquia que contó con el apoyo expreso de Estados Unidos y se invocó al Capítulo VII de la Carta de las Naciones Unidas que permite el uso de la fuerza para la propia defensa.